# Костенко, Антон Николаевич
Антон Николаевич Костенко (8 января 1918 — 5 сентября 1943) — капитан Рабоче-крестьянской Красной Армии, участник Великой Отечественной войны, Герой Советского Союза (1943).

## Биография
Родился 27 декабря 1917 года (по новому стилю — 8 января 1918 года) в деревне Нечаево. После окончания шести классов школы работал в колхозе. В 1938 году был призван на службу в Рабоче-крестьянскую Красную армию. С декабря 1941 года — на фронтах Великой Отечественной войны.
К сентябрю 1943 года капитан Антон Костенко командовал 385-й отдельной разведротой 322-й стрелковой дивизии 13-й армии Центрального фронта. Отличился во время освобождения Черниговской области Украинской ССР. В начале сентября Костенко во главе разведгруппы проник в немецкий тыл в районе села Головеньки Борзнянского района, захватил штабную машину с двумя немецкими офицерами и важными документами, после чего доставил их в расположение своей части. В том бою Костенко получил тяжёлое ранение, от которого скончался 5 сентября 1943 года. Похоронен в селе Новые Млины Борзнянского района.
Указом Президиума Верховного Совета СССР от 16 октября 1943 года за «мужество, отвагу и героизм, проявленные в борьбе с немецкими захватчиками» капитан Антон Костенко посмертно был удостоен высокого звания Героя Советского Союза. Также был награждён орденами Ленина и Красной Звезды.